# El Ejido, Guerrero
El Ejido är en ort i Mexiko.   Den ligger i kommunen Taxco de Alarcón och delstaten Guerrero, i den sydöstra delen av landet, 110 km söder om huvudstaden Mexico City. El Ejido ligger 1 327 meter över havet och antalet invånare är 701.
Terrängen runt El Ejido är kuperad åt sydost, men åt nordväst är den bergig. El Ejido ligger nere i en dal. Runt El Ejido är det ganska tätbefolkat, med 172 invånare per kvadratkilometer. Närmaste större samhälle är Taxco de Alarcón, 5,7 km norr om El Ejido. I omgivningarna runt El Ejido växer huvudsakligen savannskog.